# أنطونيو مونتيرو (سياسي)
أنطونيو مونتيرو هو دبلوماسي وسياسي برتغالي، ولد في 22 يناير 1944 في أنغولا. نشط حزبياً في الحزب الديمقراطي الاجتماعي. وقد انتخب سفير البرتغال لدى فرنسا ‏ وانتخب وزير الخارجية ‏ (17 يوليو 2004 – 12 مارس 2005).